# Wspólnota administracyjna Heustreu
Wspólnota administracyjna Heustreu – wspólnota administracyjna (niem. Verwaltungsgemeinschaft) w Niemczech, w kraju związkowym Bawaria, w rejencji Dolna Frankonia, w regionie Main-Rhön, w powiecie Rhön-Grabfeld. Siedziba wspólnoty znajduje się w miejscowości Heustreu. Przewodniczącym jej jest Alois Gensler.
Wspólnota administracyjna zrzesza cztery gminy wiejskie (Gemeinde):
- Heustreu, 1 218 mieszkańców, 10,56 km²
- Hollstadt, 1 591 mieszkańców, 24,31 km²
- Unsleben, 923 mieszkańców, 8,93 km²
- Wollbach, 1 293 mieszkańców, 7,58 km²